# Ouïezd de Povenets
L'ouïezd de Povenets (en russe : Повене́цкий уезд, Povenetski Ujezd) était un ouïezd du gouvernement d'Olonets dans l'Empire russe.

## Présentation
L'ouïezd de Povenets s'étendait au nord du lac Onega.
L'ouïezd était limitrophe du Grand-Duché de Finlande, au sud, l'ouïezd était bordé par la l'ouïezd de Petrozavodsk du gouvernement d'Olonets et au sud-est par l'ouïezd de Poudoj.
Au nord, l'ouïezd était bordé par l'ouïezd de Kem du gouvernement d'Arkhangelsk.
Le centre administratif de l'ouïezd était Povenets, qui comptait aussi 11 autres municipalités:
- Danilova
- Kiimasjärvi
- Lindjärvi
- Mäntyselkä
- Paatene
- Petrovski Jam
- Porajärvi
- Repola
- Rimoila
- Rukajärvi
- Sunku

## Démographie
Au recensement de l'Empire russe de 1897, l'ouïezd de Povenets comptait 26 381 habitants.
Ils avaient pour langue maternelle : russe (49,4 %), carélien (49,7 %), finnois (0,7 %), Yiddish (0,1 %) et polonais (0,1 %).